# (74107) 1998 QM37
(74107) 1998 QM37 – planetoida z pasa głównego asteroid okrążająca Słońce w ciągu 3,68 lat w średniej odległości 2,38 j.a. Odkryta 17 sierpnia 1998 roku.